# Voivodato della Santacroce

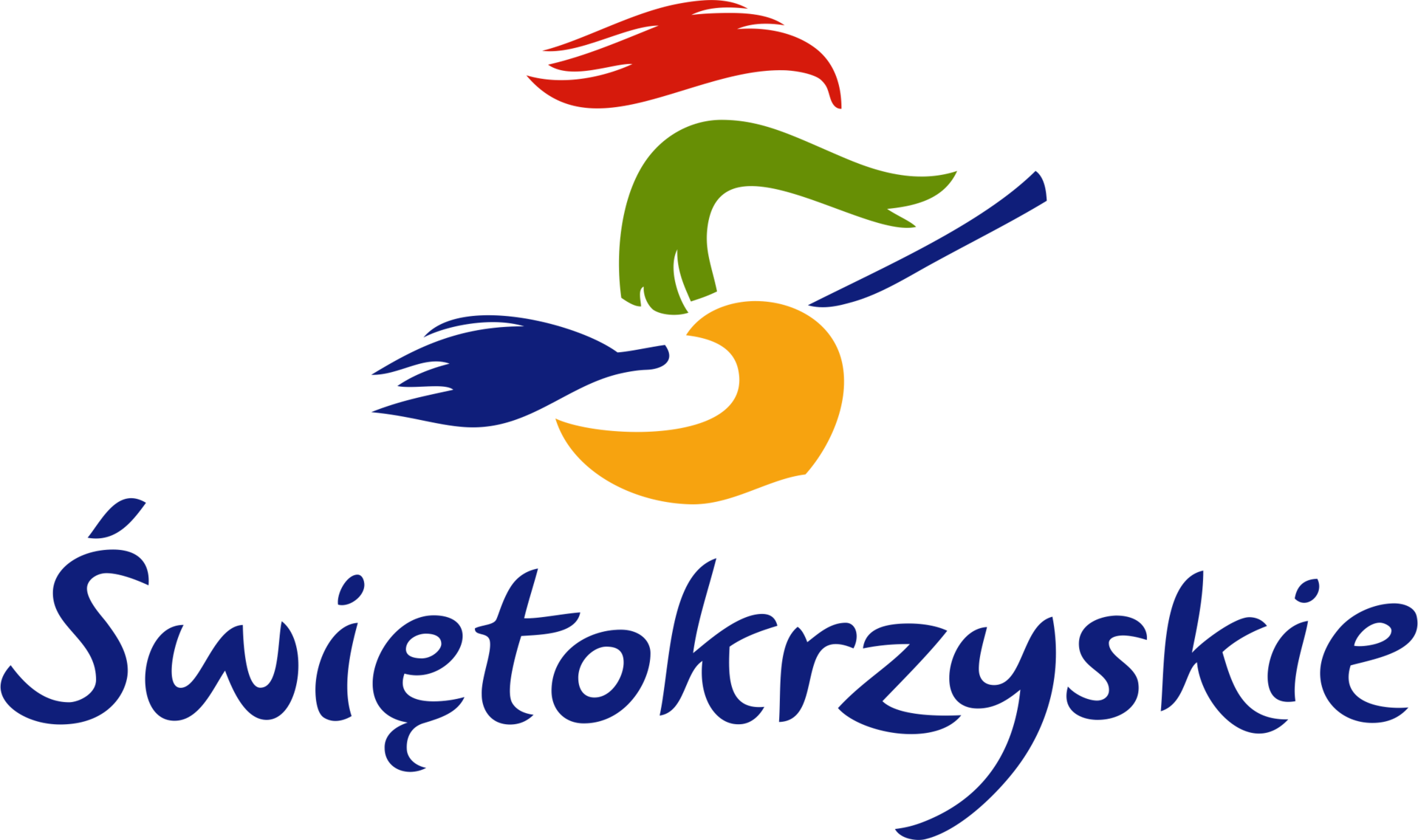
Logo

Il voivodato della Santacroce (in polacco Województwo Świętokrzyskie) è uno dei 16 voivodati della Polonia. 
Si trova nel centro-sud del territorio polacco e copre una superficie di 11.708 km quadrati; è stato creato con la riforma del 1999 dalla fusione dei precedenti voivodati di Kielce, parte di quello di Tarnobrzeg (distretti di Opatów, Sandomierz e Staszów) e alcuni comuni di quelli di Radom, Piotrków e Częstochowa. Il capoluogo è Kielce.
Il termine Świętokrzyskie ("santa croce") deriva dalla presenza di alcune reliquie della Santa Croce sulla quale si presume sia stato crocifisso Gesù Cristo; esse sono conservate in un monastero sul monte Łysa (Łysa Góra in polacco).
Le catene montuose circostanti, a loro volta, prendono il nome dalla Santa Reliquia e per questo motivo sono state nominate "montagne della Santa Croce" (tra le più antiche d'Europa).

## Geografia fisica
La regione si trova nel sud-est della Polonia e confina con le seguenti unità amministrative:
- Voivodato di Lublino, per una lunghezza di 33,1 km a est;
- Voivodato di Łódź, per una lunghezza di 152,1 km a nord-ovest;
- Voivodato della Piccola Polonia, per una lunghezza di 178,4 km a sud;
- Voivodato della Masovia,  per una lunghezza di 200,3 km a nord;
- Voivodato della Precarpazia, per una lunghezza di 81,6 km a sud-est;
- Voivodato della Slesia, per una lunghezza di 137,9 km ad ovest.

## Clima e natura
Le catene montuose influenzano il clima della regione. La temperatura media annua dell'aria è di 5,7 °C con punte di 8,2 °C nella regione di Sandomierz.
L'escursione termica annuale è notevole: in estate può raggiungere i 32-33 °C, al contrario, in inverno può scendere ben al di sotto dello zero fino ad arrivare a -35 °C.
Le regioni più calde rimangono comunque Niecka Nidziańska e Sandomierz.
La piovosità media annua è di 602,8 millimetri. Sul monte Łysa si possono raggiungere gli 840 millimetri, mentre a est del fiume Nida cadono fino a 550 mm. Nella regione prevalgono venti da ovest con una velocità di 3 m/s.
Dislocati per tutta la regione si estendono 9 parchi naturali, un parco nazionale, 67 riserve naturali, 11 aree protette e 701 specie naturali diverse da poter osservare.

## Economia
L'aspetto economico è strettamente legato alla morfologia della regione.
Al nord prevale un'economia basata sull'industria della meccanica di precisione, industria tessile, metallurgia, estrazioni di metalli e minerali (come gesso, calcare, ferro, rame, piombo) e imprese di costruzioni: qui infatti ha sede la più grande compagnia edile di tutta la Polonia.
Al sud primeggia l'agricoltura con prodotti tipici coltivati quali mele, prugne, ciliegie, fragole, cetrioli, barbabietole, carote, pomodori, cereali e l'allevamento di carne di maiale, manzo, pollame e pesce.
Tutta la regione, negli ultimi anni, ha avuto un incremento degno di nota: nel 2011 il PIL è aumentato fino a 560 milioni di Euro, circa del 50% rispetto al 2008.
L'alta qualità dei servizi, dei beni prodotti e il basso costo della manodopera (circa il 15% - 20% in meno rispetto al resto del Paese) confrontata allo standard medio europeo, la fa candidare ai primi posti come scelta d'investimento internazionale per le compagnie straniere, tra le quali spiccano Germania e Regno Unito.
Il Voivodato ha anche un trend positivo per quanto concerne l'export: nel 2012 ha fatto registrare un + 30% rispetto al 2008. Le maggiori destinazioni di scambio sono state l'Austria e la Germania, Stati che, da soli, hanno coperto circa il 25% del totale delle esportazioni del voivodato; inoltre la regione, più che europeizzata, esporta i suoi beni in tutto il mondo.

## Turismo

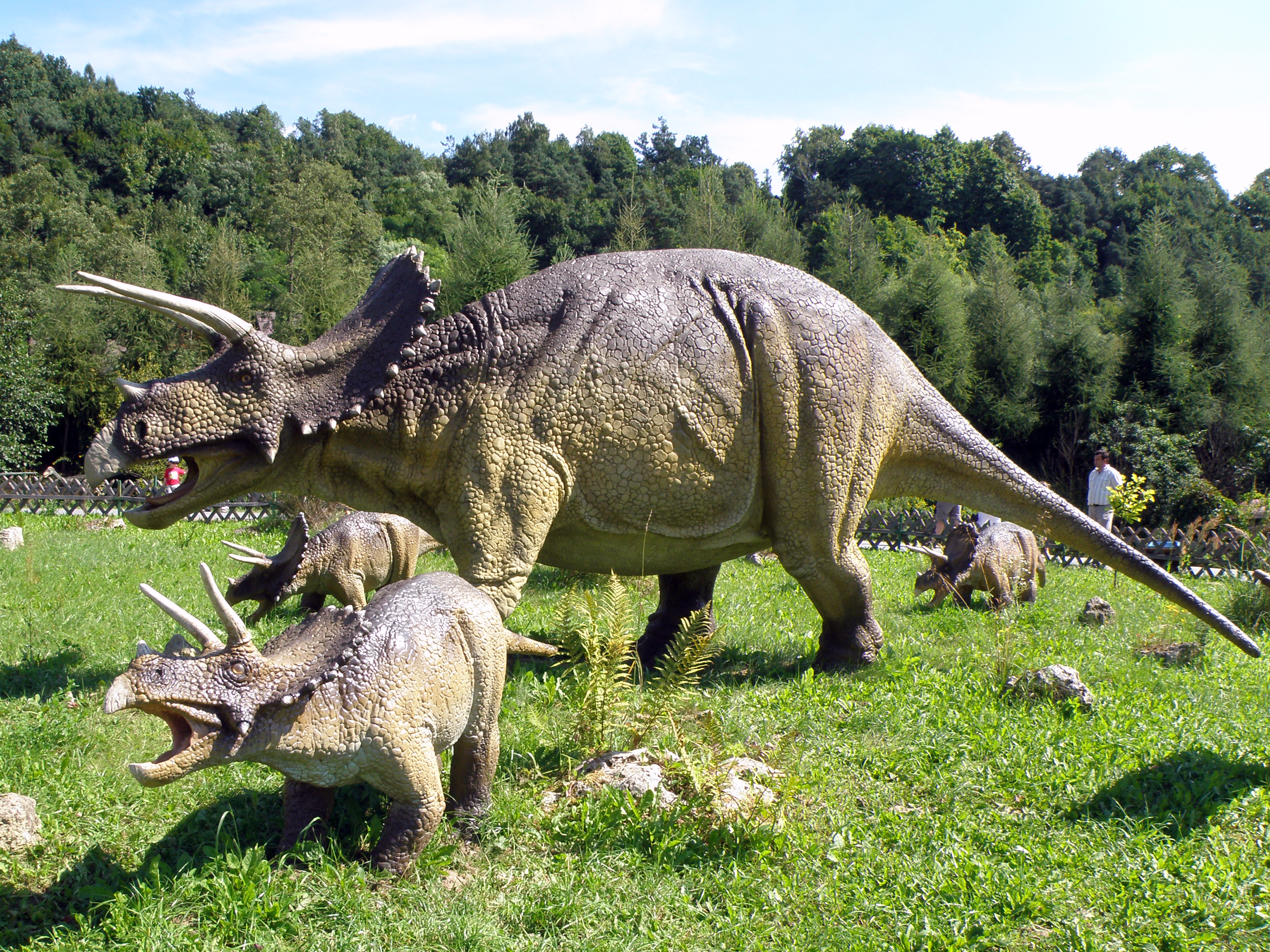
Parco dei dinosauri a Bałtów

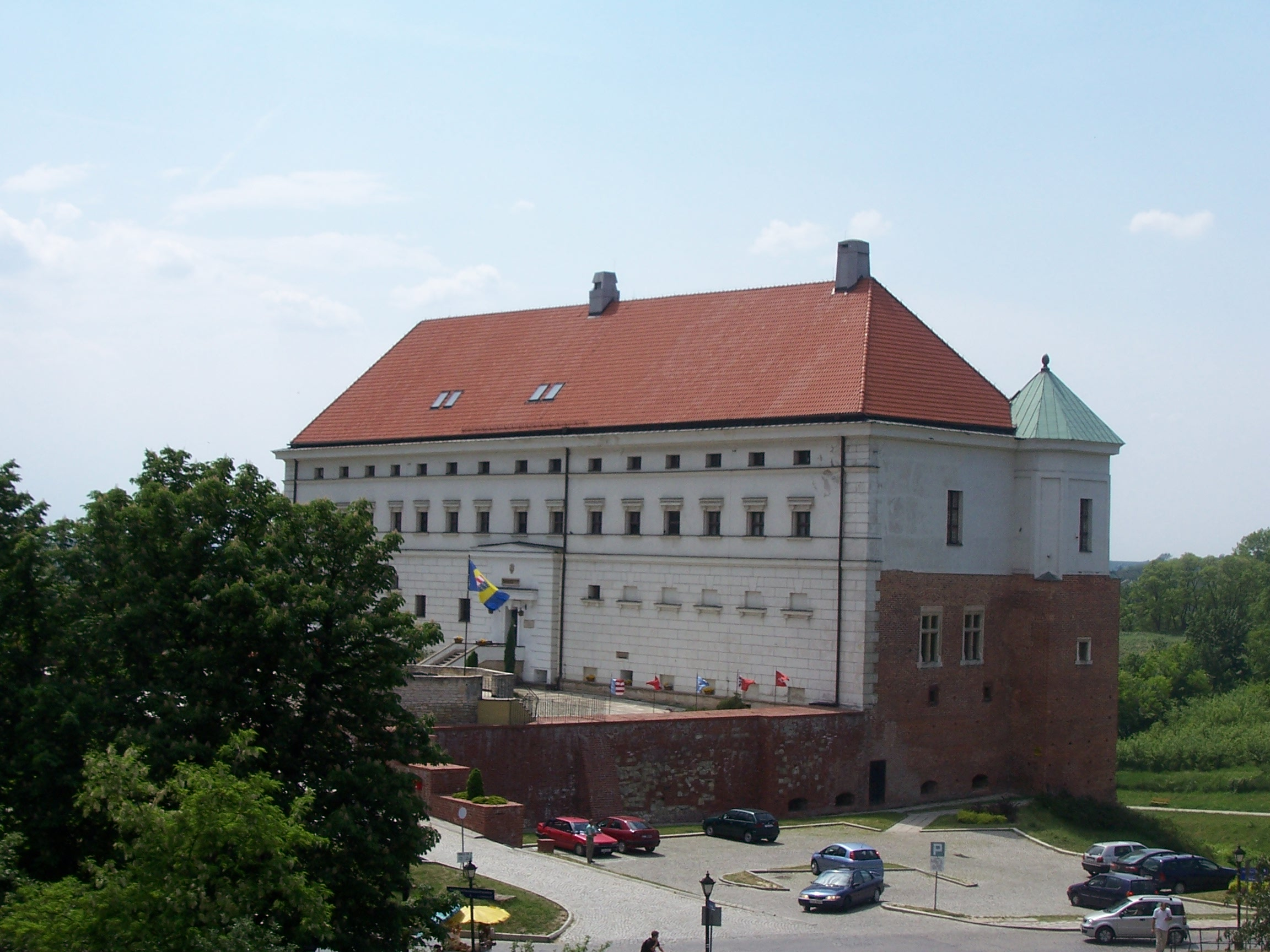
Castello Reale a Sandomierz

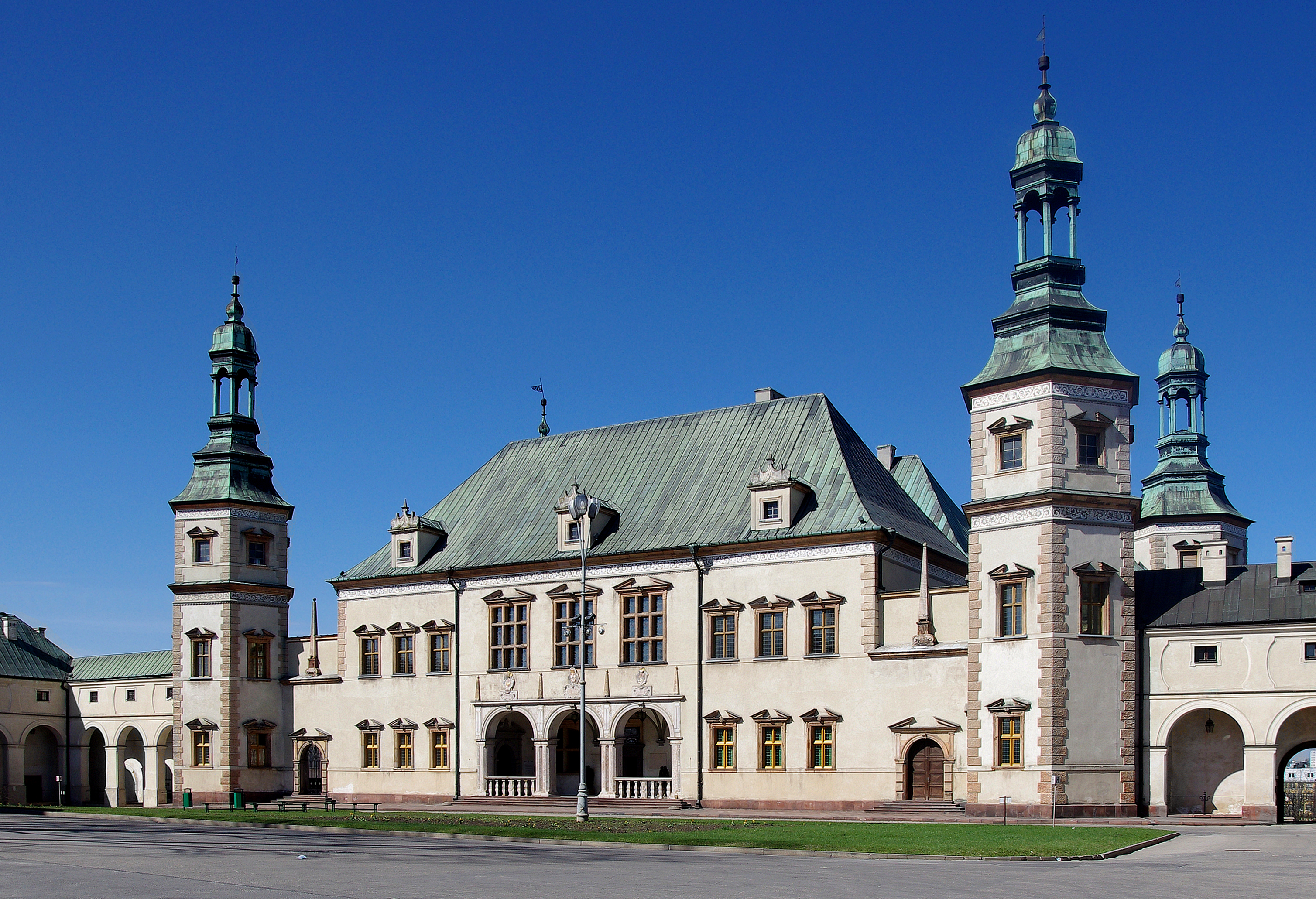
Palazzo dei vescovi di Cracovia a Kielce

Nel Voivodato della Santacroce vi sono numerose architetture che rappresentano mete turistiche: le rovine di un castello medievale a Chęciny; il castello reale a Sandomierz e quello cistercense a Jędrzejów, il palazzo dei vescovi di Cracovia a Kielce, le rovine del castello barocco di Krzyżtopór, diversi monasteri e chiese romaniche, barocche, gotiche, sinagoghe ebraiche ed alcuni pittoreschi edifici religiosi completamente in legno (queste ultime a Mnichów, Ostrowiec e Zborowek).
Poche decine di chilometri fuori Kielce vi è un'importante formazione geologica di stalattiti e stalagmiti presenti in una cava chiamata Jaskinia Raj.
Altri luoghi di interesse turistico sono il museo naturale e tecnologico a Starachowice, un parco dedicato ai dinosauri, rappresentati a grandezza naturale a Bałtów, il museo dell'aquila bianca a Skarżysko-Kamienna (secondo in Polonia per quantità di materiale raccolto proveniente dagli anni della Guerra del 1939 e della famosa "campagna di settembre"), spa e centri benessere nelle zone di Busko-Zdrój, Solec-Zdrój e Masłów.

## Istruzione
A Kielce sono presenti varie scuole e università.
Tra le università pubbliche ci sono la storica Università Jan Kochanowski, e il Politecnico della Santacroce inaugurato nel 1965. Nella città si trovano comunque una decina di ulteriori istituzioni scolastiche private.
Invece nel territorio circostante al capoluogo sono dislocate altre cinque scuole.
Considerato il gran numero di istituti in proporzione alla popolazione locale, Kielce è una città viva e pulsante, soprattutto per i giovani al di sotto dei 25 anni.

## Amministrazione e politica
La regione è composta da 14 distretti (compreso quello urbano di Kielce) e 102 comuni. Suddividendo l'area in micro-zone si possono distinguere 5 distretti urbani (Kielce, Ostrowiec Świętokrzyski, Starachowice, Skarżysko-Kamienna e Sandomierz), 26 distretti urbano-rurali e 71 comuni rurali.
La città di Kielce è invece fuori dall'amministrazione distrettuale e forma un distretto urbano.
I distretti sono amministrati da una figura politica denominata dagli autoctoni “Starosta”; egli è scelto dal consiglio. I consiglieri vengono eletti dalle persone delle municipalità, le quali sono situate all'interno dell'unità amministrativa.
Nei comuni (delle piccole città) l'autorità più importante è il Sindaco oppure il Wójt (il nome cambia in base al numero degli abitanti della città nella quale viene eletto). Entrambi sono nominati dal consiglio e i consiglieri sono designati dai membri delle municipalità.
Nei comuni delle grandi città la maggior autorità cambia nome e diventa Presidente.
Il corpo legislativo dell'assemblea regionale, invece, è composto da trenta consiglieri eletti dagli abitanti di tutto il voivodato. La giunta regionale (detta Sejmik), che rimane in carica quattro anni, sceglie ed elegge nel consiglio regionale i membri dell'esecutivo. Questi sono cinque e il loro capo è chiamato Marszałek ("Maresciallo"). La sede del consiglio distrettuale è a Kielce.

Suddivisioni del voivodato in distretti

- Busko-Zdrój
- Jędrzejów
- Kazimierza Wielka
- Kielce
- Końskie
- Opatów
- Ostrowiec Świętokrzyski
- Pińczów
- Sandomierz
- Skarżysko-Kamienna
- Starachowice
- Staszów
- Włoszczowa